# Hyphodontia propinqua
Hyphodontia propinqua är en svampart som beskrevs av Hjortstam 1983. Hyphodontia propinqua ingår i släktet Hyphodontia och familjen Schizoporaceae.   Inga underarter finns listade i Catalogue of Life.